# Fuji-kawa
Pour les articles homonymes, voir Fuji, Fujikawa (homonymie) et Kawa.
Le fleuve Fuji (富士川, Fuji-kawa) est un fleuve qui coule de la préfecture de Yamanashi en direction de la préfecture de Shizuoka au Japon. Il mesure 128 km de long et draine un bassin de 3 990 km2. C'est l'un des trois fleuves les plus puissants du Japon avec le Mogami et le Kuma.

## Géographie
Le fleuve prend sa source dans le mont Nokogiri au nord-ouest de Yamanashi sous le nom de Kamanashi, avant de mêler ses eaux à celles de la rivière Fuefuki à Ichikawamisato. C'est alors qu'il prend le nom de fleuve Fuji. Ensuite, il s'écoule en contournant le côté ouest du mont Fuji et se jette dans la baie de Suruga dans l'océan Pacifique à la ville de Fuji.
Le daimyo Takeda Shingen construisit la digue de Shingen (信玄堤, Shingen-zutsumi) le long du Kamanashi, ce qui permet à l'eau d'inonder des zones tampons pour contrôler les dommages. Le transport fluvial a prospéré jusqu'à l'ouverture du tracé de chemin de fer Fuji Minobu (aujourd'hui ligne Minobu de la JR Central) en 1923. Le fleuve partage le Japon par fréquences électriques (50 hertz à l'est, et 60 à l'ouest).
Le train à grande vitesse Shinkansen traversant le fleuve sur arrière-plan du mont Fuji est une scène icône représentative du Japon.

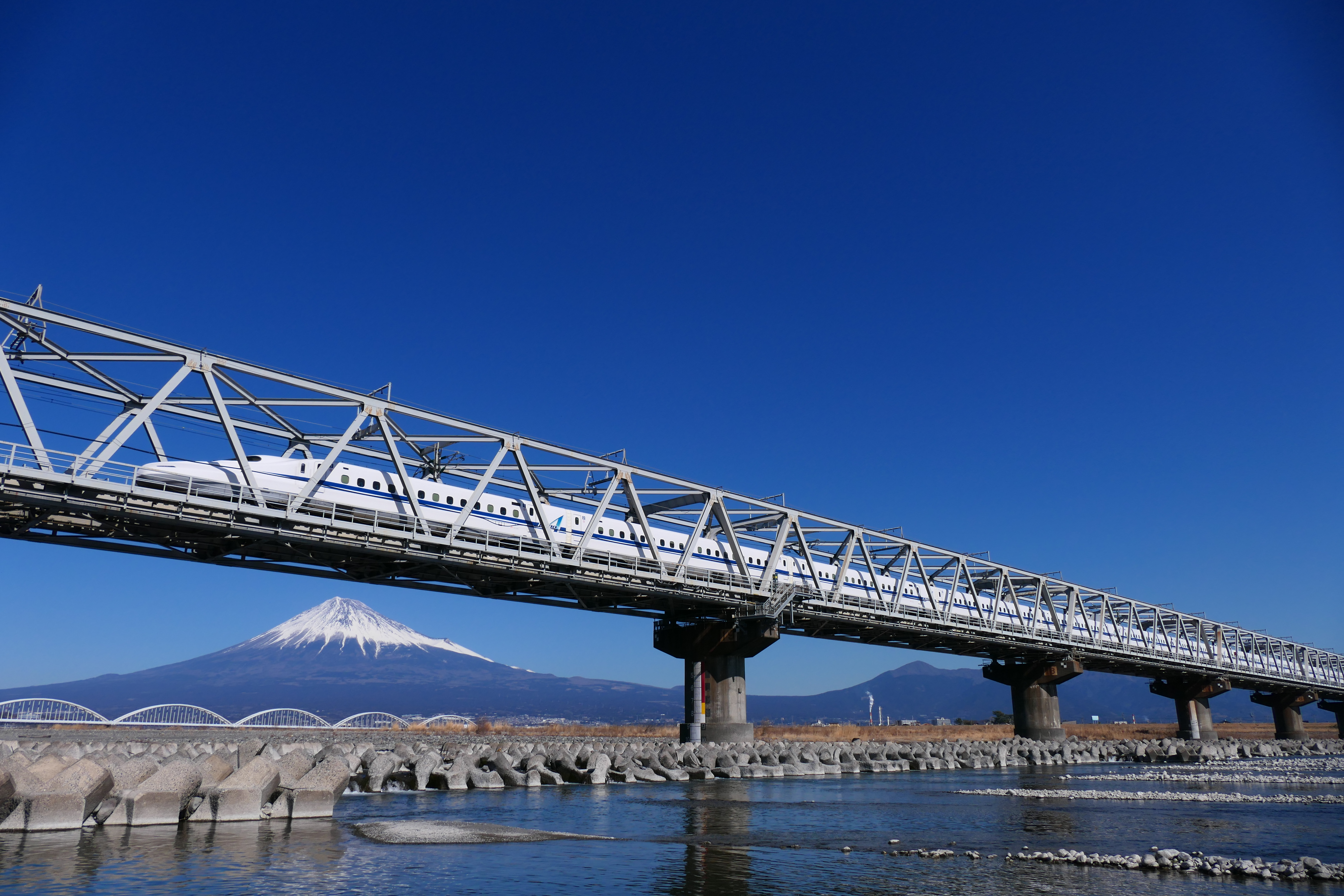
Shinkansen traversant le fleuve Fuji.

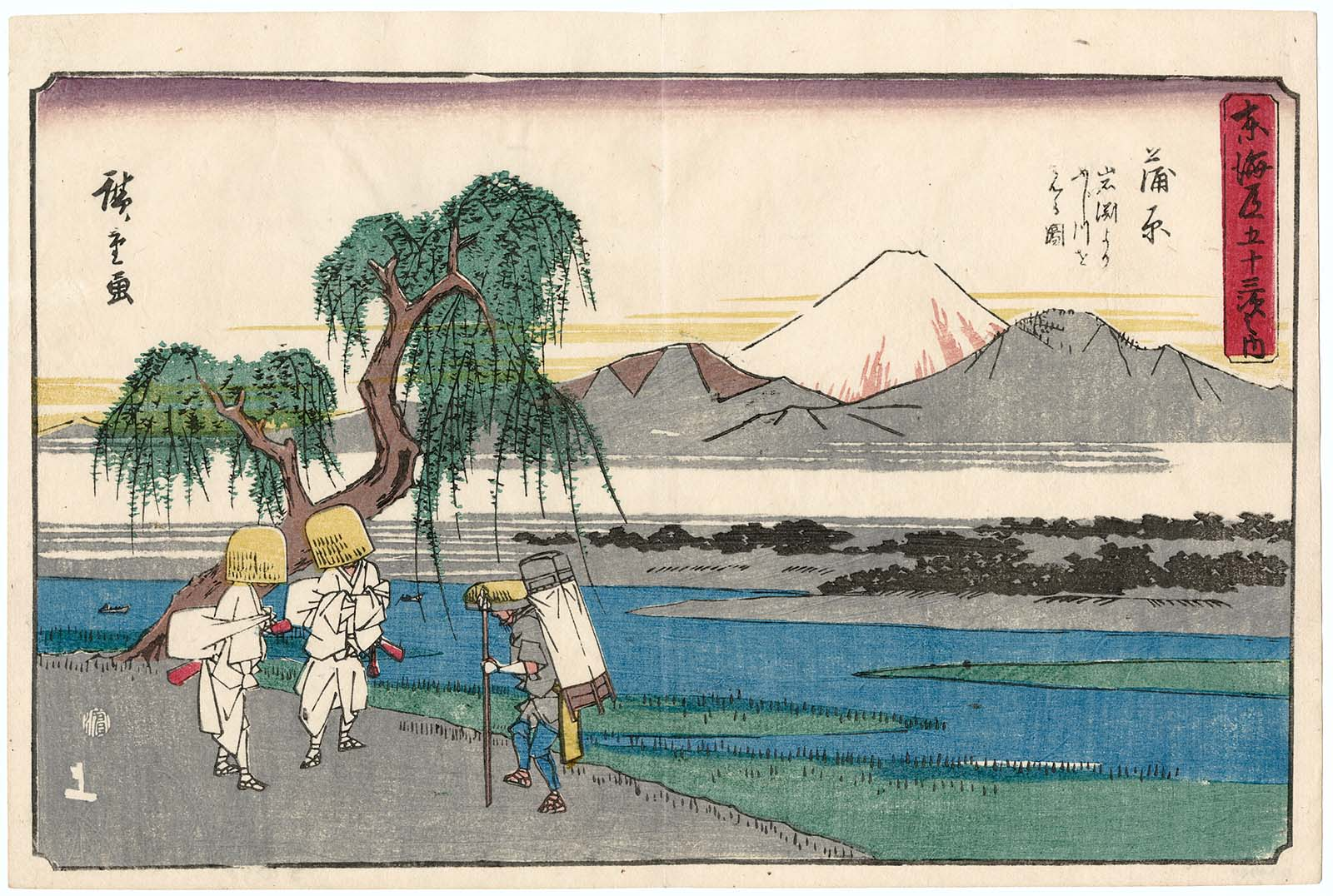
Hiroshige.